# Olga Sviblova
Olga Lvovna Sviblova (en russe : Ольга Львовна Свиблова, née le 6 juin 1953 à Moscou) est une critique d’art, réalisatrice et organisatrice d’événements soviétique puis russe, spécialiste de photographie. Elle est notamment la fondatrice et directrice du Musée Multimedia Art de Moscou (MAMM).

## Biographie
Olga Sviblova naît dans une famille d’intellectuels : sa mère est professeur d’allemand, son père ingénieur en aéronautique. Elle va à l’école no 444 de Moscou, puis étudie au sein du département de psychologie de l’Université d’État de Moscou ; elle est diplômée en 1978, puis obtient en 1987 un diplôme de spécialisation dans le domaine de "la psychologie de la créativité". Après ses études, elle travaille comme balayeuse de rue, tout en organisant des expositions clandestines ; elle tourne également des documentaires, dont Carré noir, primé au festival de Cannes lors de l’édition de 1990,. Sviblova est notamment impliquée dans le premier Festival de l’art soviétique underground, qui se tient à Imatra, en Finlande, en 1988. 
Dans les années 90, elle découvre successivement la Maison européenne de la photographie et le festival d’Arles, ce qui l’incite à organiser la première Photobiennale de Moscou en 1996. Sviblova poursuit sur son élan en obtenant de la ville de Moscou une salle rue Ostojenka (proche de la place Rouge et du musée Pouchkine) pour y fonder la Maison moscovite de la photographie en 1996.  Olga Sviblova est aussi nommée commissaire du pavillon russe à deux éditions de la Biennale de Venise, en 2007 et 2009.
Rénové et renommé pour devenir le Musée Multimedia Art de Moscou (MAMM) en 2010, ce musée dispose grâce aux efforts d'Olga Sviblova de collections riches de près de 300 000 images, recouvrant un éventail large de techniques et de styles. Il s’agit également du premier musée russe accessible.
En 2017, en tant que commissaire (avec Nicolas Liucci-Goutnikov) de l’exposition «Kollektsia!» au Centre Pompidou, elle organise une donation d’art russe contemporain au musée français,.

## Vie privée
Olga Sviblova épouse à 19 ans le poète Alexeï Parchtchikov ; le couple a un fils, mais divorce en 1991. Elle se remarie avec Ollivier Morane, assureur français du milieu de l’art, mort en 2014.

## Distinctions
- 1999 : Médaille de la ville de Paris[3]
- 2000 : Ordre du Mérite pour la Patrie (2e classe)[3]
- 2007 : Ordre de l’Amitié[2]
- 2008 :  Officier de la Légion d'honneur[2]
- Ordre du Mérite de la République italienne